# حامد امیری
حامد امیری (زاده ۱۳۶۱) دو و میدانی‌کار اهل ایران است.

## زندگی‌نامه
ورزشکار لک زبان از ایل بیرانوند و اهل خرم‌آباد متولد سال ۱۳۶۱ در خرم‌آباد است. در ۱۹ سالگی وارد عرصه ورزش شد و تا سال ۱۳۹۱ در رشته مردان آهنین فعالیت داشت. وی در اواخر آذر ۱۳۹۱ در مسیر خرم‌آباد به بروجرد در بیرانشهر دچار سانحه تصادف شد و قطع نخاع شد و از آن به بعد به ورزش پرتاب وزنه معلولان روی آورد.

## افتخارات
قبل از قطع نخاع شدن در رشته مردان آهنین دارای مقام سوم سال ۱۳۹۰ رکورد حمل چمدان و اسکات تعادلی رکورد جهان را دارد
- نشان نقره پارالمپیک ۲۰۱۶ ریودوژآنیرو در پرتاب وزنه کلاس F55.[۲][۳]
- نشان طلا بازی‌های پارالمپیک تابستانی ۲۰۲۰ و شکستن رکورد پارالمپیک در پرتاپ نیزه در کلاس f54